# Patrycja Soliman
Patrycja Soliman (sinh ngày 3 tháng 12 năm 1981 tại Cairo) là một diễn viên sân khấu và diễn viên điện ảnh người Ba Lan.

## Tiểu sử
Cha của Patrycja Soliman là người Ai Cập, còn mẹ cô là người Ba Lan. Năm 2006, Patrycja Soliman tốt nghiệp Học viện Sân khấu Nhà nước Aleksander Zelwerowicz ở Warsaw. Phim đầu tiên Patrycja Soliman đóng là phim hài kịch Dzień świra (2002) do Marek Koterski đạo diễn. Sau đó, các phim gắn liền với tên tuổi Patrycja Soliman là phim chiếu rạp Ogród Luizy (2007) trong vai nữ chính Luiza Bartodziej và sê-ri phim truyền hình Strazacy (2015) trong vai Renata Lewicka. Ngoài ra, cô cũng góp mặt trong sê-ri phim truyền hình Szadź (từ năm 2020) trong vai mẹ của Piotr thời trẻ.

## Thành tích nghệ thuật
Phim điện ảnh
- 2009: Play With Me - Hania
- 2007: Ogród Luizy - Luiza
- 2007: The Boat - Agata
- 2006: We're All Christs - nhà báo
- 2006: Jasminum - Jasminum
- 2005: Karol: A Man Who Became Pope - Wisława
- 2002: Dzień świra - cô gái

Sê-ri phim truyền hình
- 2009: Barwy Szczęścia
- 2008: Londoners
- 2007: Królowie Śródmieścia
- 2007: Ekipa
- 2007: Kryminalni
- 2006: M jak miłość
- 2006: Królowie Śródmieścia
- 2005: Boża podszewka II
- 2004-2006: Pensjonat pod Różą
- 2004: Na dobre i na złe
- 2003: Glina

## Giải thưởng
- Nữ diễn viên phụ xuất sắc nhất tại Liên hoan XXIV của Trường Sân khấu & Kịch nghệ ở Łódź, cho các vai diễn trong 2 tác phẩm Trzy siostry and Bezimienne dzieło (2006)
- Giải Andrzej Naderlli ở hạng mục Diễn viên xuất sắc nhất ra mắt tại Nhà hát Quốc gia ở Warsaw[5] (2007)